# هتل مونتری
هتل مونتری (انگلیسی: Hotel Monterey) فیلمی در ژانر مستند و صامت به کارگردانی شانتال آکرمن است که در سال ۶۸ منتشر شد.